# Archiearis origanicus
Archiearis origanicus är en fjärilsart som beskrevs av Blackmore. Archiearis origanicus ingår i släktet Archiearis och familjen mätare. Inga underarter finns listade i Catalogue of Life.